# 煉瓦亭
株式会社煉瓦亭（れんがてい）は、東京都中央区銀座にある洋食飲食店。
「煉瓦亭」は株式会社煉瓦亭の登録商標である（第3017939号）。

## 設立・所在地・オーナー
- 設立 ‐ 1895年（明治28年）
- 所在地 ‐ 東京都中央区銀座３丁目5-16 煉瓦亭ビル
- 煉瓦亭オーナー 四代目 ‐ 木田明利

## 概要
1895年（明治28年）創業の老舗洋食屋である。創業者は山本音次郎で二代目木田元次郎の縁者。
煉瓦亭の現在の豚カツ、オムライス、カキフライ、エビフライ、ハヤシライス、これら代表的洋食メニューのほか、食事の提供の仕方「皿にライスを盛る」着想を木田元次郎が考案したと三代目煉瓦亭店主木田孝一らが主張して定説化したとされる。
一方、煉瓦亭が数々の洋食を発明してはいないと、否定する論考が2017年以後複数発表されている。
このように諸説あるため、正しい経緯の検証が必要な事柄である。 
明治時代、洋食メニューとの組み合わせは西洋諸国に習った「パン」であった。しかし利用者から「パンより米を食べたい」との要望があり、「皿にライス」というスタイルで提供したとしている。これは茶碗でナイフ・フォークでは食べづらいためである。そこからフォークの背にライスをのせて食べる慣習を作ったとされている。
同じように付け合せにも温野菜が使われていたが、これをキャベツの千切りに置き換えトンカツ（当時は「カツレツ」と呼んだ）と盛り合わせた。これは日露戦争でコックが徴兵されてしまったので手間を省くために、「キャベツの一夜漬け」からヒントを得て食べやすい千切りとして提供を始めたことが始まりとしている。安くてソースにあう、という事も大きな理由である。トンカツも、「カツレツ」そのままでは「味がくどい」と日本人には不評であったため、ドミグラスソースではなくウスターソースをかけることにしたところ好評で、これがその後定番となった。
オムライスは元々は賄い料理であり、手早く作れる料理として溶き卵、ミンチ、タマネギ、ライスを混ぜ合わせてフライパンでふっくら焼き上げた料理であったが、客からの要望によりメニューに取り入れた。
ハッシュドビーフアンドライスも、ハッシュドビーフアンドライス・ハッシュドライス・ハヤシライスへと名称を変更しながら受け継がれている代表的な人気のメニューの一つ。煉瓦亭の三代目は「日本橋丸善が元祖ではあるが、あれはチャプスイに近い」とし、ドミグラスソースでハヤシライスを作ったのはここが発祥であると主張している。

## 年譜
- 現在の煉瓦亭の店舗は、1964年（昭和39年）に建てられたものである。
- 1982年、山本益博の「東京味のグランプリ」で、最高評価の三ツ星を獲得した。
- 2023年3月16日の夜、韓国の尹錫悦大統領と日本の岸田文雄首相が関係者と共に訪れ、夕食後の懇親会を開いた[12]。

## 主メニュー
- ポークカツレツ
- チキンカツレツ
- メンチカツレツ
- 元祖オムライス
- オムレツ
- ハヤシライス
- ハンバーグステーキ
- エビフライ
- カキフライ
- スパゲティーナポリタン
- コンソメスープ
- ポタージュスープ